# 鈍獣
『鈍獣』（どんじゅう）は、宮藤官九郎による日本の戯曲。
生瀬勝久、池田成志、古田新太による演劇ユニット「ねずみの三銃士」が企画する演劇作品用に書き下ろされた戯曲で、翌年には
第49回岸田國士戯曲賞を受賞した。2009年に映画化された。

## あらすじ
ある日、週刊誌編集者の静がとある田舎町に降り立った。失踪した作家・凸やんを捜しに来たのだ。そこで彼女を待ち受けていたのは、凸やんの同級生・江田っち、同じく警官・岡本、江田の愛人・順子ママに、ホステスのノラという怪しい面々であった。

## 登場人物
凸川（でこかわ）
小説家。江田、岡本とは幼馴染み。中学までは彼らとの間で一番劣るほど勉強も運動も苦手だった。
ひたすら温厚でどこまでも鈍いが、不死身の肉体を持つ。
江田
ホストクラブ「スーパーヘビー」の店長で他に幾つかの飲食店を持つ経営者。3人の中ではリーダー的存在。
愛人を増やすことがステイタスで、あくどいことなら何でも思いつくがツメが甘い。
岡本
「スーパーヘビー」の常連客。完全に江田に牛耳られているが、その恩恵もあって地元でそこそこ顔が利く。
江田の言うことなら何でも実行する。
静
凸川を担当していた女性編集者。凸川の連載が終了して左遷されるが、その後凸川の行方不明に疑問を持ち、特集記事を書く。
中途半端な正義感とジャーナリスト根性を持つ。
順子
江田の愛人。江田に牛耳られているが、心のどこかで江田のことを大したこと無い人間だとも思い始めている。
ノラ
「スーパーヘビー」のホステス。江田に惚れていて、事ある毎に順子より従順であることを誇示する。

## 舞台
演劇ユニット「ねずみの三銃士」の第1回公演。2004年7月31日から同年8月22日までPARCO劇場にて上演された（ほか、地方公演あり）。

### キャスト
- 岡本：生瀬勝久
- 凸川：池田成志
- 江田：古田新太
- 静：西田尚美
- ノラ：乙葉
- 順子：野波麻帆

### スタッフ
- 作：宮藤官九郎
- 演出：河原雅彦

## 映画
2009年5月16日公開。主演は浅野忠信。監督の細野ひで晃は映画監督デビューを果たした。
キャッチコピーは、「世界一鈍いアイツが、俺たちの人生を壊しにやってくる」。

### キャスト
- 凸川（凸やん）：浅野忠信
- 江田（江田っち）：北村一輝
- 岡本：ユースケ・サンタマリア
- 静：真木よう子
- 順子ママ：南野陽子
- ノラ：佐津川愛美
- 明：ジェロ
- 編集長：本田博太郎
- 理事長：芝田山康

### スタッフ
- 監督： 細野ひで晃
- 脚本： 宮藤官九郎
- 撮影： 阿藤正一
- 編集： 小暮好成
- 美術： 富田麻友美
- 音楽： 緑川徹
- VFXスーパーバイザー： 川村大輔
- 照明： 高倉進
- 録音： 山田幸治
- スクリプター： 長坂由起子
- スタイリスト： 柚木一樹
- ヘアメイク： 西口比奈子
- 助監督： 甲斐聖太郎
- アニメーション監督：安藤裕章（STUDIO 4℃）
- キャラクターデザイン：西見祥示郎（STUDIO4℃）
- 劇中画：天明屋尚
- プロデューサー：曽根祥子、菅原直太、高瀬巌
- アソシエイトプロデューサー：山崎雅史
- 企画プロデューサー：松野恵美子
- 企画：DAYTORA ENTERTAINMENT、パルコ
- 制作プロダクション：スプーン
- 配給：ギャガ
- 製作：「鈍獣」製作委員会（ギャガ、パルコ、テレビ東京、DAYTORA ENTERTAINMENT、東映ビデオ、ジェネオン・ユニバーサル・エンターテイメントジャパン、スプーン、東映チャンネル、テレビ大阪、Yahoo! JAPAN）

### 主題歌
- ゆずグレン「two友」

### 関連商品
- DVD：2009年11月06日発売（ジェネオン・ユニバーサル・エンターテイメント。規格番号：GNBD-7592）